# Poidium brasiliense
Poidium  es un género monotípico de plantas herbáceas,  perteneciente a la familia de las poáceas. Su única especie: Poidium brasiliense, es originaria de Brasil tropical.
Algunos autores lo incluyen en el género Poa o Briza.

## Taxonomía
Poidium brasiliense fue descrita por Nees ex Steud. y publicado en Synopsis Plantarum Glumacearum 1(3): 288. 1854.
Etimología
Poidium: nombre genérico que se refiere a que es paredido a Poa.
brasiliense: epíteto  geográfico que alude a su localización en Brasil.